# John Fortescue av Salden
John Fortescue (av Salden), född omkring 1531, död den 23 december 1607, var en engelsk ämbetsman, son till Adrian Fortescue, brorsons sonson till John Fortescue.
Fortescue, som var besläktad med familjen Boleyn, övervakade Anna Boleyns dotter Elisabets undervisning och erhöll efter hennes tronbestigning flera hovämbeten. Från 1589 till Elisabets död var Fortescue skattkammarkansler och tillhörde alltjämt kretsen av hennes förtrogna rådgivare.

## Fotnoter
1. ↑  SNAC, SNAC Ark-ID: w6dn4370, läs online, läst: 9 oktober 2017.[källa från Wikidata]
2. ↑  Gemeinsame Normdatei, läst: 12 mars 2015.[källa från Wikidata]
3. 1 2 3 4 5 6 7 8  The History of Parliament, History of Parliament-ID: 1558-1603/member/fortescue-john-i-1533-1607.[källa från Wikidata]
4. 1 2 3 4 5 6 7  The History of Parliament, History of Parliament-ID: 1604-1629/member/fortescue-sir-john-1533-1607.[källa från Wikidata]
5. ↑  History of Parliament-ID: 1558-1603/member/fortescue-thomas-ii-1566.[källa från Wikidata]
6. ↑  Darryl Roger Lundy, The Peerage.[källa från Wikidata]
7. ↑  Leo van de Pas, Genealogics, 2003, läs online och läs online.[källa från Wikidata]